# 张小平离职事件
张小平离职事件是一起2018年9月27日，发生于中华人民共和国陕西省西安市西安航天动力研究所的事件，并受到舆论关注。西安航天动力研究所隶属于中国航天科技集团公司第六研究院。
张小平1994年入职西安航天动力研究所，2011年8月取得研究员资格，2015年3月起担任低温推进剂发动机型号副主任设计师。2018年3月，张小平向西安航天动力研究所提出辞职申请。西安航天动力研究所聲稱曾多次挽留张小平，但其堅決要离职并在单位未批准的情况下自行离所。西安航天动力研究所隨後起草一篇名為《张小平参与我所型号研制情况》的公文，公文称因张小平离职甚至从某种程度上会影响到中国载人登月工作並呼籲張小平回歸。
2018年9月27日，一篇题为《离职能直接影响中国登月的人才，只配待在国企底层？》的文章爆红于网络。文章引用《张小平参与我所型号研制情况》稱张小平是一位灵魂人物级骨干技术人员，离职前擔任底層職務，年薪只有12萬，加入蓝箭航天後年薪百萬。此事引发舆论关注。新京报、中国中央电视台、新浪网、财新网等媒体均跟进报道与评论。事发后，中国航天科技集团公司第六研究院院长刘志让在接受采访时承認公文內容屬實，並表示张小平并非技术灵魂人物，單位为挽留此人通过法律途径提起仲裁，在提供给相关机构的材料中有夸大其作用和贡献的表述，結果被其及网络利用进行炒作。航天科技集团内部工作人员告诉财新網记者，张小平离职前担任的副主任设计师是中层技术干部，并非如网文中所说是底层职位。不过工作人員也承認单位内晋升通道狭窄，薪资待遇低，一直有人才外流這一情況。